# Кинофестиваль в Пуле
Кинофестиваль в Пуле (хорв. Festival igranog filma u Puli) — кинофестиваль, проходящий ежегодно с 1954 года в городе Пула (Хорватия), в памятнике истории и архитектуры — древнеримском амфитеатре. Награда «Золотая арена» является главной национальной кинопремией страны. С момента основания и до 1991 года носил название Фестиваль Югославского фильма (серб. Фестивал југословенског филма) и являлся центральным событием югославской киноиндустрии. Из-за распада страны был отменён и возобновился в 1992 году в качестве хорватского национального фестиваля.

## История развития
Фестиваль был основан в 1954 году. В 1958 году получил новое название — Югославский кинофестиваль, а в 1961 году — Югославский кинофестиваль в Пуле. Бессменный лидер социалистической Югославии Иосип Броз Тито являлся большим поклонником кинематографа и часто посещал конкурсные показы. Благодаря его поддержке и покровительству очень скоро это ежегодное мероприятие стало самым важным национальным кинематографическим событием в СФРЮ и приобрёл международное признание.
23 июля 1991 года должен был стартовать очередной конкурс, но уже после утренних предпросмотров организаторы отменили мероприятие в знак протеста против эскалации насилия в противостоянии сербских и хорватских националистов. Последовала война в Хорватии и распад Югославии. Через год конкурс был возобновлён и переименован в кинофестиваль в Пуле. Программа была посвящена исключительно хорватским лентам. В 1995 году смотр стал называться Фестиваль хорватского фильма, чтобы подчеркнуть национальный характер мероприятия. Однако киноиндустрия страны оказалась недостаточно продуктивной. Чтобы избежать недостатка конкурсантов, в 2001 году к показу были допущены иностранные картины. С этого времени Фестиваль Хорватского и Европейского фильма вновь вышел на международный уровень и стал предлагать зрителям и жюри программу хорватских фильмов, международную программу, а также множество тематических ретроспектив.

## Конкурсы и награды
Национальная программа включает в себя следующие категории:
- Большая Золотая арена за лучший фильм;
- Золотая арена за лучшую режиссуру;
- Золотая арена за лучший сценарий;
- Золотая арена лучшей актрисе в главной роли;
- Золотая арена лучшему актёру в главной роли;
- Золотая арена актрисе второго плана;
- Золотая арена актеру второго плана;
- Золотая арена за работу оператора;
- Золотая арена за монтаж;
- Золотая арена за музыку к фильму;
- Золотая арена за сценографию;
- Золотая арена за лучший дизайн костюмов.

Международный конкурс включает в себя следующие категории:
- Золотая арена за лучший фильм;
- Золотая арена за лучшую режиссуру;
- Золотая арена за лучшую роль.

Другие категории и призы:
- «Золотая берёза» за лучший дебют в одной из вышеперечисленных категорий;
- «Золотые ворота Пулы» — приз зрительских симпатий за лучший фильм по мнению аудитории;
- приз «Октавиан» — премия хорватского общества кинокритиков за лучший фильм.

В различные годы производились вручения и по другим номинациям: грим, спецэффекты и т. д.